# Tekla Juniewicz

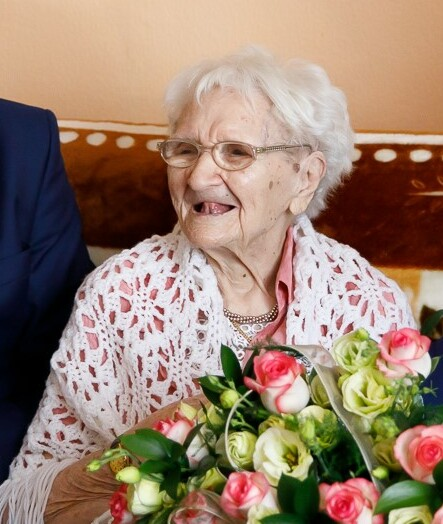
Tekla Juniewicz im Jahr 2019

Tekla Juniewicz (* 10. Juni 1906 in Krupsko, Bezirk Żydaczów, Galizien, Österreich-Ungarn, heute Ukraine, als Tekla Dadak; † 19. August 2022 in Gliwice, Polen) war eine polnische Supercentenarian. Mit 116 Jahren und 70 Tagen erreichte sie das höchste jemals ermittelte Alter eines Menschen polnischer Staatsangehörigkeit und dasjenige einer Person, die in der heutigen Ukraine geboren wurde.

## Leben
Juniewicz kam als Tochter von Jan und Katarzyna Dadak (geborene Szkwyrko) zur Welt. Ihr Vater arbeitete für den Grafen Lanckoroński und half bei der Instandhaltung von Teichen. Ihre Mutter war Hausfrau und starb im Ersten Weltkrieg. Am Tag ihrer Geburt wurde Juniewicz in der örtlichen ukrainischen griechisch-katholischen Kirche getauft. Sie wuchs in der Schule der Töchter der Nächstenliebe in Przeworsk auf. 1927 heiratete sie dort Jan Juniewicz (1884–1980) und zog mit ihm nach Borysław. Aus der Verbindung gingen die Töchter Janina (* 1928) und Urszula (* 1929) hervor. Bis zu ihrem Lebensende kamen fünf Enkel, vier Urenkel und vier Ururenkel hinzu.
Im November 1945 musste sie während der Repatriierung mit ihrem Mann und ihren Töchtern das in die Sowjetunion eingegliederte Ostpolen verlassen und ließ sich in Gliwice im „Wiedergewonnenen Gebiet“ nieder.
Ihr Mann Jan Juniewicz starb am 13. Januar 1980 im Alter von 95 Jahren und wurde auf dem Friedhof von Łabędy beigesetzt.
Am 10. Juni 2016 wurde Tekla Juniewicz als erste Einwohnerin der Woiwodschaft Schlesien 110 Jahre alt. Am 20. Juli 2017 wurde sie nach dem Tod von Jadwiga Szubartowicz zur ältesten lebenden Polin. Sie war der erste Mensch aus Polen, der nachweislich ein Alter von 112 Jahren erreichte.
Am 19. April 2022 wurde sie nach dem Tod der japanischen Supercentenarian Kane Tanaka hinter der Französin Lucile Randon zum zweitältesten lebenden Menschen der Welt.